# جوزيف ميرشانت
جوزيف ميرشانت هو سياسي أمريكي، ولد في 3 أكتوبر 1844، وتوفي في 22 يونيو 1914 في سياتل في الولايات المتحدة. نشط حزبياً في الحزب الجمهوري. وقد انتخب عضو مجلس نواب واشنطن ‏.